# LL剖析器
LL分析器是一种处理某些上下文无关文法的自顶向下分析器。因为它从左（Left）到右处理输入，再对句型执行最左推导出语法树（Left derivation，相对于LR分析器）。能以此方法分析的文法称为LL文法。
在解析句子时使用 {\displaystyle k} 个词法单元作向前探查的LL分析器被称为 {\displaystyle {\text{LL}}(k)} 解析器。若一个文法能构造出可以在不用回溯法进行回溯的情况下处理文法的分析器，则称该文法为 LL(k) 文法。如果一个形式语言拥有 {\displaystyle {\text{LL}}(k)} 文法，则该语言被称为 {\displaystyle {\text{LL}}(k)} 语言。对于每个 {\displaystyle k\geq 0}，{\displaystyle {\text{LL}}(k)} 语言集合都严格包含于 {\displaystyle {\text{LL}}(k+1)} 语言集合中。因此，并非所有上下文无关语言都能被 {\displaystyle {\text{LL}}(k)} 解析器识别。这些文法中，较严格的 LL(1) 文法相当受欢迎，因为它的分析器只需多看一个词法单元就可以产生分析结果。那些需要很大的 {\displaystyle k} 才能产生分析结果的编程语言，在分析时的要求也比较高。
本文中将讨论表格驱动的分析器，而非通常由手工打造（非绝对，参看如ANTLR等的 LL(*) 递归下降分析器生成器）的递归下降分析器。

## 概述
对于给定的上下文无关文法，分析器尝试寻找该文法的最左推导。例如，给定一个文法{\displaystyle G}：
1. {\displaystyle S\to E}
2. {\displaystyle E\to (E+E)}
3. {\displaystyle E\to i}

对{\displaystyle w=((i+i)+i)}的最左推导如下：
{\displaystyle S\ {\overset {(1)}{\Rightarrow }}\ E\ {\overset {(2)}{\Rightarrow }}\ (E+E)\ {\overset {(2)}{\Rightarrow }}\ ((E+E)+E)\ {\overset {(3)}{\Rightarrow }}\ ((i+E)+E)\ {\overset {(3)}{\Rightarrow }}\ ((i+i)+E)\ {\overset {(3)}{\Rightarrow }}\ ((i+i)+i)}
通常, 选择一条规则来展开给定的（最左的）非终结符时，有多个选择的可能。前一个关于最左推导的例子中， 在第2步：
{\displaystyle S\ {\overset {(1)}{\Rightarrow }}\ E\ {\overset {(?)}{\Rightarrow }}\ ?}
我们有两条规则可以选择：
1. {\displaystyle E\to (E+E)}
2. {\displaystyle E\to i}

为了提高分析的效率，分析器必须能够尽可能确切地、无回溯地进行规则的选择。对于一些文法，它可以透過偷看不回推（即读取之后不将它退回输入流）的输入符号来做到这点。在我们的例子中，如果分析器知道下一个无回推符号是 {\displaystyle (} ，那么唯一正确可用的就是规则 2。
通常，{\displaystyle LL(k)} 分析器可以向前探查 {\displaystyle k} 个符号。然而，给定一个文法，若存在一个能识别该文法 {\displaystyle LL(k)} 分析器，则其 {\displaystyle k} 值的确定问题是不可判定的。也就是说，无法判定需要向前探查多少个符号才能识别它。对于每一个 {\displaystyle k} 的取值，总存在无法被 {\displaystyle LL(k)} 分析器识别的语言，而 {\displaystyle LL(k+1)} 分析器却可以识别它。
通过上述梗概，下面我们给出 {\displaystyle LL(k+1)} 的形式化定义：
设 {\displaystyle G} 是一个上下文无关文法，且 {\displaystyle k\geq 1}。对于任意两个最左推导，当且仅当满足下述条件时，我们称 {\displaystyle G} 是 {\displaystyle LL(k)} 文法：
1. {\displaystyle S\ \Rightarrow \ \dots \ \Rightarrow \ wA\alpha \ \Rightarrow \ \dots \ \Rightarrow \ w\beta \alpha \ \Rightarrow \ \dots \ \Rightarrow \ wx}
2. {\displaystyle S\ \Rightarrow \ \dots \ \Rightarrow \ wA\alpha \ \Rightarrow \ \dots \ \Rightarrow \ w\gamma \alpha \ \Rightarrow \ \dots \ \Rightarrow \ wy}

以下条件成立：串 {\displaystyle x} 中长度为 {\displaystyle k} 的前缀等价于串 {\displaystyle y} 中长度为 {\displaystyle k} 的前缀，表明 {\displaystyle \beta \ =\ \gamma }.
在该定义中， {\displaystyle S} 文法的开始符号， {\displaystyle A} 是任意非终结符。之前取得的输入 {\displaystyle w}，以及还没回推的 {\displaystyle x} 和 {\displaystyle y} 均为终结符串。希腊字母 {\displaystyle \alpha }, {\displaystyle \beta } 和 {\displaystyle \gamma } 代表任意终结符和非终结符组成的串（也可能是空串）。前缀长度与用于保存向前探查结果的缓冲区尺寸一致，并且该定义表明了，缓冲区足以区分任意两个不同单词的推导。
本分析器可以处理特定形式文法的符号串。
本分析器由以下部件組成：
- 一个输入缓冲区，存放输入符号串（由语法建立的）。
- 一个分析栈，用于储存等待处理的终结符与非终结符的。
- 一张分析表，标记了是否存在可用于目前分析栈与下一个输入符号的语法规则。

分析器根据分析栈的栈顶符号（行）以及当前输入流中的符号（列）来决定使用哪一条规则。
当分析器一开始执行时，分析栈中已经有两个符号：
```
[ S, $ ]
```

'$'时一个特殊的终结符，用于表示分析栈的栈底或者输入的结束；而'S'则时文法的开始符号。分析器会尝试根据它在输入流中看到的符号来改写分析栈中的数据，但只会将仍需修改的数据存回分析栈中。

## 實際的例子

### 設定
為解釋LL剖析器的工作方式，我們創造了以下這個小語法：
1. S → F
2. S → ( S + F )
3. F → 1

並處理以下輸入：
( 1 + 1 )
這個語法的剖析表如下：
|   | （ | ） | 1 | + | $ |
| S | 2  | -  | 1 | - | - |
| F | -  | -  | 3 | - | - |
（注意到有一列特殊終端符號，在這裡表示為$，是用來標示輸入結束的。）

### 剖析流程
剖析器先從輸入資料流中讀到第一個 '('，以及堆疊中的'S'。從表格中他發現必須套用規則 (2)；它必須將堆疊中的'S'重寫為 '( S + F )'，並將規則的號碼輸出。最後堆疊變成：
```
[ (, S, +, F, ), $ ]
```

再來它移除輸入及堆疊中的 '('：
```
[ S, +, F, ), $ ]
```

現在剖析器從輸入資料流中抓到一個'1'，所以他知道必須套用規則 (1)與規則 (3)，並將結果輸出。則堆疊變成：
```
[ F, +, F, ), $ ]
[ 1, +, F, ), $ ]
```

接下來的兩個步驟中，剖析器讀到'1'及 '+'，因為他們跟堆疊中的資料一樣，所以從堆疊中移除。最後堆疊剩下：
```
[ F, ), $ ]
```

再接著的三個步驟中，堆疊中的'F'會'1'被取代，而規則 (3)會被輸出。再來堆疊與輸入資料流中的'1'與')'都會被移除。而剖析器看到堆疊與輸入資料流都只剩下'$'的時候，就知道自己的事情做完了。
在這個例子中，剖析器接受了輸入資料，並產生以下輸出（規則的代號）：
[ 2, 1, 3, 3 ]
這的確是從輸入的左邊優先推導。我們可以看出由左至右的輸入順序為：
S → ( S + F ) → ( F + F ) → ( 1 + F ) → ( 1 + 1 )

## 备注
由以上範例可以看出剖析器根據堆疊最上層為非終端符號、終端符號、還是特殊符號$來決定採取三種不同的步驟：
- 若堆疊最上層為非終端符號，則根據輸入資料流中的符號對照剖析表，決定要用語法中的哪條規則來取代堆疊中的資料，順帶輸出規則的號碼。若表格中並沒有這麼個規則，則回報錯誤並終止執行。
- 若堆疊最上層為終端符號，則與輸入資料流中的符號比較。若相同則移除，若不同則回報錯誤並終止執行。
- 若堆疊最上層為'$'，並且輸入資料流中也是'$'，則表示剖析器成功的處理了輸入，否則將回報錯誤。不管怎樣，最後剖析器都將終止執行。

這些步驟會持續到輸入結束，然後剖析器成功處理了一則左邊優先推導，或者會回報錯誤。

## 建構LL(1)剖析表格
為了要填滿剖析表格，我們必須決定剖析器在堆疊看到非終端(nonterminal)符號A又在輸入資料流看到a的時候應該選用哪一條文法規則。我們可以輕鬆的發現到這種規則應該有A → w一類的格式，並且語言中的w應至少有一個字串由a開頭。為了這個目的，我們設定 第一個集合(first set)的w，記作Fi（w），表示可以在w中找到的所有字串的集合，如果空字串也屬於w的話還要再加上ε。而透過文法規則A1 → w1, ..., An → wn，就可以使用以下方法演算每條規則的Fi(wi)及Fi(Ai)了：
1. 將每個Fi(wi)及Fi(Ai)初始成空集合
2. 將Fi(wi)加入每條Ai → wi規則中的Fi(Ai)，Fi定義如下：
  - 所有的a皆為終端符號時，Fi（a w' ）= { a }
  - Fi（A）不包含ε時，相對於每個非終端符號A，Fi（A w' ）= Fi（A）
  - Fi（A）包含ε時，相對於每個非終端符號A，Fi（A w' ）= Fi（A）\ { ε } ∪ Fi（w' ）
  - Fi(ε) = { ε }
3. 針對每條Ai → wi規則，將Fi(wi)加入Fi(Ai)
4. 重複步驟2與步驟3，直到所有Fi集合固定下來。

不幸的是，第一集合還不夠用來產生出剖析表。由於規則中右手邊的w可能無限制的被覆寫成空字串，所以剖析器也在ε位於Fi（w）並且輸入資料流中的符號可以符合A的時候套用A → w。所以還需要一個記作Fo（A）的A的跟隨集合(follow set)，表示可以由開始的符號衍生出αAaβ字串的終端符號a的集合。非終端符號的跟隨集合可以用以下方法得出：
1. 將每個Fo(Ai)初始成空集合
2. 若存在Aj → wAiw' 格式的規則，則
  - 若終端符號a存在Fi（w' ）中，則將a加入Fo(Ai)
  - 若ε存在Fi（w' ）中，則將Fo(Aj)加入Fo(Ai)
3. 重複步驟2直到所有Fo集合固定下來

現在我們可以清楚定義每條規則要放在剖析表的哪裡了。若T[A,a]用以表示表格中代表非終端符號A及終端符號a的規則，則
T[A,a]包含A → w規則，若且唯若
a在Fi（w）之中，或
ε在Fi（w）之中，且a在Fo（A）之中。
若表格的每格中都僅包含一個規則，則剖析器總是知道該套用什麼規則，所以可在不用回溯的前提下剖析字串。在此情形下，這個語法可以稱為LL(1)語法。

## 建構LL(k)剖析表格
剖析表格可能（一般來說，在最差狀況下）必須有k次的指數複雜度的觀念在1992年左右PCCTS發表後改觀，它示範了許多程式語言可以用LL(k)來有效率的處理，而不會觸發剖析器的最差狀況。再者，在某些必須無限前瞻的狀況下，LL剖析也是合理的。相反的，傳統剖析器產生器，如yacc使用LALR(1)剖析表格建立被限制的LR剖析器，這種剖析器只能向後看固定的一個語彙符號。